# George Cakobau
George Cakobau (Suva, 6 novembre 1912 – 25 novembre 1989) è stato un politico figiano, primo figiano ad essere governatore generale delle Figi.
Ratu Sir George Kadavulevu Cakobau GCMG GCVO OBE è stato governatore generale delle Figi dal 1973 al 1983, il primo iTaukei ad esserlo.